# Viviane Redeuilh
Viviane Redeuilh est une pianiste française.
Après avoir reçu sa formation musicale auprès notamment de Jean Micault et Jeanine Bonjean, deux anciens élèves d'Alfred Cortot, et bénéficié des conseils de Tatiana Nikolaïeva, du Conservatoire de Moscou, elle est devenue concertiste, à l'occasion de récitals ou au sein de formations de musique de chambre. Elle a joué notamment avec l'Orchestre Philharmonique de Radio France. 
En 2004, elle a conçu un spectacle intitulé « Musset Sand, une passion romantique » et présenté à de nombreuses reprises en France, avec le comédien Pascal Perroz. Elle est également l'auteur de recherches et de créations électroacoustiques. Enfin, elle a une activité d'artiste-peintre.
Elle a créé son propre site web en avril 2008 où elle présente ses créations artistiques (musiques et peintures),ainsi qu'une galerie virtuelle téléchargeable en 3D de ses tableaux.

## filmographie
- 2012  réalisateur Bernard Pavelek - Prochainement nulle part -  bande annonce - musique de Viviane Redeuilh présente en fin d'annonce L'Idéal Cinéma-Jacques Tati le plus vieux cinéma en activité du monde pour une séance publique [3]